# Comitini

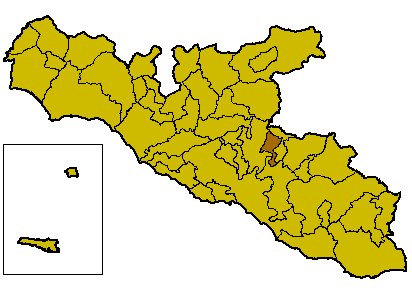
Localització de Comitini

Comitini (sicilià Cumitini) és un municipi italià, dins de la província d'Agrigent. L'any 2008 tenia 977 habitants. Limita amb els municipis d'Aragona, Favara i Grotte.

## Administració
| Període | Identitat    | Partit |
| ------- | ------------ | ------ |
| 2006-   | Nino Contino |        |